# سانتياغو غونزاليس إغليسياس
سانتياغو غونزاليس إغليسياس (بالإسبانية: Santiago González Iglesias) هو لاعب اتحاد الرغبي أرجنتيني، ولد في 16 يونيو 1988 في بوينس آيرس في الأرجنتين.

## وصلات خارجية
- سانتياغو غونزاليس إغليسياس عل موقع إسبنسكروم (الإنجليزية)
- سانتياغو غونزاليس إغليسياس على موقع ItsRugby.co.uk (الإنجليزية)